# Elachistocleis panamensis
Elachistocleis panamensis е вид жаба от семейство Тесноусти жаби (Microhylidae). Видът не е застрашен от изчезване.

## Разпространение
Разпространен е в Колумбия и Панама.

## Описание
Популацията на вида е стабилна.